# Rue Saint-Merri
Rue Saint-Merri (ulice svatého Mederika) je ulice v Paříži. Nachází se ve 4. obvodu. Svůj název odvozuje od nedalekého kostela Saint-Merri.

## Poloha
Ulice vede od křižovatky s Rue du Temple a končí u Rue Saint-Martin. Ulice je orientována od východu na západ. Směrem na západ pokračuje ulice Rue Aubry-le-Boucher a na východě na ni navazuje Rue Sainte-Croix-de-la-Bretonnerie.

## Historie
Ulice je zmiňována již ve 13. století. Svůj současný název získala 24. ledna 1881.

## Významné stavby
- Centre Georges Pompidou v západní části ulice